# 应急管理大学（筹）
应急管理大学（筹）是一所由中华人民共和国应急管理部直属的公立本科普通高等学校，计划由应急管理部所属华北科技学院以及防灾科技学院合并组建而成。校址位于中华人民共和国河北省三河市燕郊高新技术产业开发区，毗邻北京城市副中心，是中国仅有的以应急防灾高等教育为主、学科门类齐全的综合性全日制普通高等本科院校。

## 历史
华北科技学院是应急管理部直属高校，前身是1950年创建的中央燃料工业部干部学校；1955年划归煤炭工业部，更名为煤炭工业部干部学校；1982年升格为北京煤炭管理干部学院；1984年在燕郊兴建了分院，开展干部教育培训；1993年转制为普通高等学校，更名为华北矿业高等专科学校；2002年升格为普通本科院校，更名为华北科技学院。
防灾科技学院始建于1975年，其前身是国家地震局天水地震学校；1985年升格更名为“地震技术专科学校”；1992年更名为“防灾技术高等专科学校”；2006年2月升格更名为“防灾科技学院”。
2020年11月27日，中华人民共和国应急管理部决定，合并应急管理部直属高校华北科技学院和中国地震局直属高校防灾科技学院组建应急管理大学。
12月30日，应急管理部致函教育部，申请整合两校组建应急管理大学。2021年1月29日，中华人民共和国教育部复函同意两校合并组建应急管理大学。2月8日，应急管理部成立应急管理大学筹建工作领导小组。5月14日，两校进行围墙拆除，合并组建进入实施阶段。5月26日，应急管理部党委宣布成立应急管理大学（筹）临时党委。5月30日，华北科技学院和防灾科技学院校内摆放了“应急管理大学（筹）”的牌子，校徽的两边分别写着“厚德启智，扶危安国”字样，应急管理大学的校风宣传条幅也挂在灯杆上。同时，学校将以应急总医院（国家应急医学中心）为依托，组建发展应急管理大学应急医学院。
2023年5月，应急管理部官方宣布，拟向教育部申报设立应急管理大学。

## 院系设置
- 应急技术与管理学院
- 安全工程学院
- 矿山安全学院
- 化工安全学院
- 地球科学与工程学院
- 防灾减灾工程学院
- 地震工程与建筑安全学院
- 环境与灾害治理学院
- 应急装备学院
- 信息与控制工程学院
- 计算机科学与工程学院
- 经济管理学院
- 文法学院
- 马克思主义学院
- 理学院
- 外国语学院
- 艺术设计学院
- 体育学院（应急避险与逃生训练中心）

## 外部連結
- 华北科技学院官方网站 （页面存档备份，存于）
- 防灾科技学院官方网站 （页面存档备份，存于）